# 제임스 본 (1988년)
제임스 올리버 본(James Oliver Vaughan, 1988년 7월 14일, 잉글랜드 버밍엄 ~ )은 잉글랜드 출신의 은퇴한 프로 축구 선수이다. 포지션은 공격수였다.

## 선수 생활

### 에버튼
제임스 본은 잉글리쉬 프리미어 리그에서 가장 어린 나이에 골을 넣은 선수인데, 2005년 4월 10일에 크리스털 팰리스를 상대로 만 16세 271일의 나이로 골을 넣은 것이 그 기록이다. 이는 웨인 루니가 만 16세 360일에 골을 넣은 것과 제임스 밀너가 만 16세 357일에 골을 넣은 것보다 약 100일 가량을 단축시킨 기록이다.

### 잦은 임대 생활
기대만큼의 성장을 보여주지 못한 본은 2009-10 시즌부터 주로 챔피언십리그의 팀들로 임대를 자주갔는데 더비 카운티 FC, 레스터 시티 FC, 크리스털 팰리스 FC 등에서 임대되어 뛰었다. 이 중 크리스털 팰리스 FC와는 2010년 9월에 3개월 임대 계약을 맺고 계약 만료 후 다시 에버튼으로 복귀했다가 2011년 1월에 다시 시즌이 종료될때까지 임대되어 총 30경기에 출장하여 9골을 기록하였다.

### 노리치 시티
2011년 5월 27일에 에버튼 공식 홈페이지에 본이 새롭게 프리미어리그로 승격한 노리치 시티 FC로 비공개 이적료로 완전 이적하게 되었다고 발표되었다.